# Guillermo Martínez González
Guillermo Martínez González (La Plata - Huila, 11 de mayo de 1952-Bogotá, 26 de septiembre de 2016) fue un poeta, ensayista, editor y librero colombiano.

## Influencia familiar
Desde la infancia, Guillermo Martínez González recibió la fuerte influencia estética de sus abuelos paternos, la poetisa Matilde Espinosa, y el pintor payanés Efraim Martínez.
Licenciado en Filosofía en Letras, ejerció hasta su muerte como librero y editor.
Publicó los libros de poemas Declaración de amor a las ventanas (1980), Diario de Media noche y otros textos (1984) y la selección anotada de poemas Marx y los poetas (1984), Puentes de Niebla (1987), El Bosque de los Bambúes (traduccioners de poesía china, de 1988), Mitos del Alto Magdalena (1990), Lu Xu, Poemas (traducciones de 1990), El Árbol puro del río (1994).
Como Director del Instituto Huilense de Cultura, en l987, llevó a cabo una serie de eventos para la promoción de los valores culturales de ese departamento colombiano.
Se ha desempeñado como profesor de literatura hispanoamericana, además de llevar la dirección de Trilce Editores y de la revista literaria "Pretextos".
En 1990 reemplazó al artista Fernando Granda como asesor lingüístico de la revista China Hoy, en Pekín, cargo que dejó en manos del poeta Harold Alvarado Tenorio, cuando regresó a su país en 1991.
En 2000 participó en la serie de actividades El Libro de las Celebraciones, de la Corporación Otra Parte, con la ponencia 
Luis Vidales y Suenan timbres.
Ha publicado varios libros de versiones de poetas chinos, entre otros: Wang Wei, Lu Xin, Li Po, etc.
En 1993 obtuvo la Beca de creación individual en Poesía, Francisco de Paula Santander, del Instituto Colombiano de Cultura, con el libro Tres Poetas de Lengua Inglesa (traducciones de W.B. yeats, Theodore Roethke y Kenneth Patchen).
Su obra aparece en varias antologías de poesía colombiana y del exterior.

## Crítica
“Con Guillermo Martínez González se abre una llameante posibilidad poética porque partió de la seriedad de la poesía cuando otros aquí parten del efecto dejando en la cuenca de los sueños la causa. Creo que su poesía es una respuesta espigada en este momento en donde muchos poetas está subestimando la obligación de la claridad que tiene el lenguaje y que por ese alambicamiento les conducirá irremediablemente a la ruina de la literatura”, anunciaba Álvaro Bejarano en la Declaración de amor a la ventanas (1980). Y no era una apreciación apresurada: su poesía sigue teniendo la misma claridad prístina y vale la pena encontrarse con estos versos que fueron escritos con la misma alegría de un día de verano". 
Milcíades Arévalo en Puesto de Combate.

"A veces, la imagen llega con tanto fulgor poético que basta enunciarla, intervenirla lo menos posible, para que transmita una emoción pura y libre de artificios. Una mujer desnuda sobre las piedras del río, ya es poesía por la que brota el agua y se detiene el tiempo. Basta enunciarlo como lo hace Guillermo Martínez González en el poema “Muchacha en el río”, para que la poesía habite el poema. Imagen encontrada, no modificada. Esa escasa complejidad de la simpleza… Guillermo Martínez González pinta estampas poéticas con acuarelas transparentes, donde la eternidad pasa por el ojo de un instante.  
Fue director del Instituto Huilense de Cultura y experto de la revista China Hoy en Beijing, donde vivió dos años. Estudioso de la poesía oriental y traductor de poetas chinos. A él debemos versiones de poemas de Lu Xun y Wang Wei, publicadas por su editorial Trilce Editores. En la apacibilidad de su librería, frente a un sauce de la calle 65, consagra un espacio físico para la poesía en Bogotá. A fuerza de ser un contemplador de los poetas de la contemplación y un detenedor del mundo en la mirada, escribió los poemarios Declaración de amor a las ventanas (1980), Puentes de niebla (1987),El árbol puro del río (1994) y Si ese viento fuera mío (2013). En ellos, sobre todo en El árbol puro del río, se filtran la tragedia y barbarie de la Colombia que habita, con el acento reposado y profundo de la poesía china que tanto le gusta leer.  
Con una mixtura de imágenes encontradas e imágenes transformadas, se apodera de un tono austero y certero, un viento de metáforas justas que mece sin prisa los velos del sueño. No necesita ser doloroso para doler. Incluso en algunos poemas de Declaración de amor a las ventanas, se atreve a buscar la conmoción en la alegría –difícil asunto ese de estremecer sin lastimar–. Emerge el poema a través de las múltiples fisuras que sus palabras le abren al silencio. Fluye como polvo de sol entre las ramas de un ginkgo chino o de un sauce, enfrente de su ventana".

Alejandro Cortés González en La Raíz Invertida, 2014.